# Bohlinia
Genre
Espèces de rang inférieur
- Bohlinia attica Lydekker 1886
- Bohlinia adoumi Likius et al. 2007

Bohlinia est un genre de Giraffidae éteint qui vivait en Europe, en Asie et en Afrique durant le Miocène.

## Répartition et espèces
Des fossiles de Bohlinia attica ont été découverts en Europe du Sud-Est (Grèce, Macédoine du Nord et Bulgarie) et au Moyen orient (Iran, Irak et Turquie) 
En 2006 une nouvelle espèce située en Afrique (Tchad) (Bohlinia adoumi) est décrite par A. Likius et al., C.R. Palevol mais quelques doutes persistent quant à la validité de celle-ci notamment en raison de grandes ressemblances avec le genre des Paléotragines.
L'existence d'une troisième espèce (Bohlinia nikitiae) reste incertaine en raison de sa mauvaise conservation.

## Description
Estimer à quoi ressemblait ces animaux est ardu étant donné le peu de restes qu'ils nous ont laissés mais on peut penser a une grande ressemblance avec la girafe moderne étant donné la ressemblance des os avec ceux des espèces actuelles.

## Publication originale
- Une nouvelle espèce du genre Bohlinia (Mammalia, Giraffidae) du Miocène supérieur de Toros-Menalla, Tchad, vol. Palevol 6, Issue 3, March 2007, coll. « Comptes Rendus », 2007, 211-220 p. (lire en ligne)